# Pirttijärvi sameby
Pirttijärvi sameby är en koncessionssameby belägen inom Överkalix, Pajala och Övertorneå kommuner i Norrbottens län. Byns område omfattar 1 012 km2.
Liksom i andra svenska samebyar utövas renskötseln av samer, men speciellt för koncessionssamebyar är att icke-samer kan vara ägare till en del av renarna, s.k. skötesrenar. Den renskötsel som bedrivs i koncessionssamebyarna är skogsrenskötsel, vilket innebär att renarna hålls i skogslandet året om.

## Historia
När koncessionssamebyarna inrättades genom ett beslut 1933 hörde Pirttijärvi samebys område till Övertorneå lappby, som bestod av fyra koncessionsområden: Juoksengi, Puostijärvi, Pirttiniemi och Pirttijärvi. Det sistnämnda blev sedermera Pirttijärvi sameby. I slutet av 1940-talet fanns inom området två koncessionsinnehavare bosatta på en egen gård i Pirttijärvi. Antalet renar uppgick till 793, varav 233 egna fördelade på sju ägare och 560 skötesrenare fördelade på 115 ägare. Renskötseln kombinerades med gårdsbruk.